# Bapsi Sidhwa
Bapsi Sidhwa (en ourdou : باپسا سادہوا), née le 11 août 1938 à Karachi (Inde britannique) et morte le 25 décembre 2024 à Houston (Texas), est une femme de lettres pakistanaise qui écrit en langue anglaise.

## Biographie
Bapsi Sidhwa est née à Karachi dans une communauté parsi. Ses parents zoroastriens déménagent ensuite à Lahore. Bien que cette famille soit aisée, sa religion et sa langue (elle s’exprime en gujarati et non en ourdou) la placent en marge de la société pakistanaise.
Bapsi Sidhwa a deux ans quand elle contracte la poliomyélite (dont elle garde des séquelles tout au long de sa vie) et neuf en 1947 à l'époque de la partition entre l’Inde et le Pakistan, marquée par de fortes violences intercommunautaires (des faits constituant l’arrière-plan de son roman Candy Ice Man),.
À l’âge de 19 ans, un an après la fin de ses études à Lahore, elle épouse un Parsi de Bombay, Gustad Germani, et déménage dans cette ville pour cinq ans, avant de divorcer. Elle se remarie à Lahore avec son mari actuel, Noshir, qui est lui aussi zoroastrien et parsi. Elle a trois enfants au Pakistan. Elle commence à se consacrer à l’écriture à la fin des années 1970.
Dans les années 1980, elle s’installe aux États-Unis. Ceci ne l’empêche pas, dans les années 1990 de participer à une commission créée par le gouvernement de Benazir Bhutto, sur la situation des femmes au Pakistan. En 1991, elle reçoit le Sitara-i-Imtiaz, la plus haute distinction pakistanaise pour les arts. Elle enseigne également dans différentes universités américaines, notamment à l'université de Houston, à l’université Rice, à l'université Columbia, au Mount Holyoke College et à l’université Brandeis. Elle collabore également avec la cinéaste indo-canadienne Deepa Mehta sur l’adaptation de certaines de ses œuvres au cinéma,,.
C'est une des premières romancière pakistanaises à se faire connaître en anglais, ce qui en fait une source d'inspiration pour de nombreux écrivains pakistanais.

## Œuvre
Un de ses thèmes récurrents est la culture de la communauté dont elle est issue. En 1978, The Crow Eaters (Les mangeurs de corbeaux) brosse le portrait satirique et plein d’humour d’une famille de Parsis, au Pakistan, de leurs comportements singuliers, de leurs us et coutumes. Dans Cracking India, publié initialement sous le titre : Ice Candy Man, elle raconte la vie de la communauté dont elle est issue et les événements tragiques de la partition entre l’Inde et le Pakistan, qu’elle a connu dans sa jeunesse, à travers le regard d’une petite fille,.
En 1982, elle consacre un ouvrage à l’oppression des femmes dans la société pakistanaise. The Bride (traduit depuis en français sous le titre « La fiancée pakistanaise ») est consacré à un fait divers réel, une jeune femme pakistanaise violentée par son mari, qui tente de s’échapper, est rattrapée et est assassinée,.
An American Brat (Une sale gamine américaine), en 1993, aborde le thème de l’émigration et des difficultés d’intégration d’une jeune Parsie, ayant fui le Pakistan et la dictature militaire islamiste de Zia-ul Haq, aux États-Unis,.

## Principales publications
- The Crow Eaters, 1978, Pakistan ; 1979 et 1981, Inde ; 1980, Royaume-Uni ; 1982, États-Unis.
- The Bride, 1982, Royaume-Uni ; 1983 ; 1984, Inde : publiée sous le titre Pakistani Bride, 1990 et 2008 États-Unis). Traduit en français sous le titre La fiancée pakistanaise.
- Cracking India, 1991, États-Unis ; 1992, Inde ; publié initialement sous le titre : Ice Candy Man, 1988, Royaume-Uni.
- An American Brat, 1993, États-Unis ; 1995, Inde.
- Bapsi Sidhwa Omnibus, 2001, Pakistan.
- Water: A Novel, 2006, États-Unis et Canada.
- City of Sin and Splendour' : Writings on Lahore, 2006, États-Unis.
- Jungle Wala Sahib (traduction en ourdou de The Crow Eaters), Readings Lahore, 2012. s.
- Their Language of Love, Readings, Lahore, 2013.

## Publications en français
- La fiancée pakistanaise, Actes Sud, 1997, 346 p.